# كارلوس ألان أورتيغا
كارلوس ألان أورتيغا (بالإسبانية: Carlos Alan Ortega)‏ هو لاعب كرة قدم مكسيكي، ولد في 17 فبراير 1997.

## روابط خارجية
- كارلوس ألان أورتيغا على موقع قاعدة بيانات كرة القدم.إي يو (الإنجليزية)
- كارلوس ألان أورتيغا على موقع Soccerway.com (الإنجليزية)